# Epitaxia por feixe molecular

## Histórico

Um esboço simples mostrando os principais componentes e layout e conceito da câmara principal em um sistema de epitaxia por feixe molecular

A epitaxia por feixe molecular, mais conhecida como MBE (molecular-beam epitaxy) é um método para para de deposição epitaxial de filmes finos que utiliza uma ou mais fontes de feixes moleculares que incidem sobre uma superfície cristalina, denominada substrato. O processo do MBE foi desenvolvido no final dos anos 1960 na Bell Telephone Laboratories por JR Arthur e Alfred Y. Cho   e é amplamente utilizado na fabricação de semicondutores, incluindo transistores, e é considerado uma das ferramentas fundamentais para o desenvolvimento de equipamentos eletrônicos e nanotecnologias.
Embora o processo básico de MBE, evaporação em ultra alto vácuo , já tivesse sido utilizado anteriormente não foi até  os trabalhos de Arthur e Cho que um entendimento mais profundo de como o processo poderia ser utilizado para o crescimento de filmes de semicondutores evolui. Usando espectrometria de massa e técnicas de análise de superfície, eles estudaram o processo de crescimento do filme de arseneto de gálio ao nível da camada atômica. Trabalhos estes que prepararam terreno para o desenvolvimento de equipamentos específicos para o crescimento de filmes epitaxiais em ultra alto vácuo. Posteriormente, Chang  e outros aprimoraram ainda mais o processo em direção ao que reconhecemos hoje como MBE.   

## Método
A epitaxia de feixe molecular utiliza como fonte de material para a deposição, células de Knudsen, fazendo com que o material a ser depositado seja lançado no sistema em como um feixe colimado. Este feixe de partículas adentra em uma região de alto vácuo ou vácuo ultra-alto (10 −8 – 10 −12 Torr ) o que garante que no trajeto entre a saída da célula de Knudsen e o substrato as partículas não colidirão umas com as outras nem com os gases da câmara de vácuo, garantindo o seu trajeto como feixe molecular.  
Um dos aspectos mais importantes do MBE é a baixa taxa de deposição (tipicamente menos de 3.000   nm por hora) o que permite que os filmes cresçam epitaxialmente. Taxas de deposição desta magnitude requerem um sistemas vácuo proporcionalmente melhores para atingir os mesmos níveis de impurezas que outras técnicas de deposição, no entanto, a ausência de gases de arraste para a deposição,bem como o ambiente de vácuo ultra-alto, possibilitam a obtenção de uma das mais altas purezas alcançáveis no processo de deposição de filmes finos. 
Em MBE com fonte sólida, elementos como gálio e arsênio, em forma ultra pura, são aquecidos em células de efusão de Knudsen separadas ou evaporadores de feixe de elétrons até começarem a sublimar lentamente. Os elementos vapores gerados, em seguida, se movimentam até o substrato onde condensam novamente e podem reagir uns com os outros. No exemplo do gálio e do arsênio, pode-se obter o arseneto de gálio monocristalino. Quando são usadas fontes de evaporação, como cobre ou ouro, os elementos gasosos que se chocam na superfície podem ser adsorvidos, para posteriormente serem incorporados ou mesmo dessorvidos. O controle destes fenômenos pode ser realizado através de controles de temperatura. O controle da temperatura da fonte controlará a taxa de material vaporizando na célula de Knudsen e consequentemente a taxa de material colidindo na superfície do substrato, sendo que e a temperatura do substrato afetará o comprimento de difusão superficial para encontro de sítios de menor energia e posterior incorporação epitaxial ou dessorção. 
Durante o processo de deposição de filmes finos por MBE comumente se utiliza a metodologia RHEED (reflection high-energy electron difraction), para se monitorar o crescimento do filme, o que é de grande valia, uma vez que devido a alta energia dos elétrons esta metodologia fornece apenas dados relativos à camada de material mais recente depositada, sendo um monitoramento da deposição em tempo real. Juntamente com isto, Um computador controla o fechamento das células de Knudsen, o que permite um controle preciso da espessura de cada camada, chegando até mesmo à monocamadas atômicas.  
Isto permite a fabricação de estruturas complexas, com camadas de diferentes materiais e variadas espessuras. Tal controle tem permitido o desenvolvimento de estruturas com confinamento espacial de elétrons, como poços quânticos ou até mesmo pontos quânticos . Tais camadas são agora uma parte crítica de muitos dispositivos semicondutores modernos, incluindo lasers semicondutores e LEDs. 
Vale ressaltar que a epitaxia por feixe molecular também é usada para a deposição de alguns tipos de semicondutores orgânicos . Neste caso, moléculas, em vez de átomos, são evaporados nas células de Knudsen e depositadas no substrato, o que possibilita a fabricação de LEDs orgânicos e consequentemente a criação de telas flexíveis e outras inovações tecnológicas. 
Os sistemas MBE também podem ser modificados de acordo com a necessidade, passando pela utilização de de diversos materiais para a deposição, como fontes de oxigênio, por exemplo, que pode ser incorporado para a deposição de óxidos para eletrônica avançada e outras aplicações até a utilização de câmaras sucessivas, em que um subtrato entra no sistema e recebe deposições sucessivas em diferentes câmaras através de um processo automatizado   

## Comparação com outras técnicas
Apesar de a epitaxia por feixe molecular tenha possibilitado a fabricação de materiais e estruturas de dispositivos que não eram possíveis anteriormente, muitos dos primeiros marcos no crescimento de compostos semicondutores foram obtidos usando outras técnicas de crescimento epitaxial de filmes. Essas tecnologias de deposição alternativas podem ser agrupadas em processos epitaxiais em fase líquida (LPE) e epitaxiais em fase de vapor (VPE), sendo uma delas conhecida como MOVPE (VPE de organometálico) ou MOCVD (deposição química em fase de vapor de organometálico). Cada um desses processos epitaxiais tem vantagens e desvantagens distintas  mas a sua comparação em termos gerais será mostrada na tabela abaixo.
| Parâmetro de comparação                    | LPE                             | VPE                             | VPE                             | MBE                             |
| Parâmetro de comparação                    | LPE                             | CVD                             | MOCVD                           | MBE                             |
| ------------------------------------------ | ------------------------------- | ------------------------------- | ------------------------------- | ------------------------------- |
| Taxa de crescimento (μm/h)                 | ~1                              | ~0,1                            | ~0,1                            | 0,01                            |
| Temperatura de crescimento (ºC)            | 850                             | 750                             | 750                             | 550                             |
| Controle de espessura (Angstron)           | 500                             | 250                             | 25                              | 5                               |
| Faixa de dopagem ({\displaystyle cm^{-3}}) | {\displaystyle 10^{13}-10^{19}} | {\displaystyle 10^{13}-10^{19}} | {\displaystyle 10^{14}-10^{19}} | {\displaystyle 10^{14}-10^{19}} |

Desta tabela pode-se perceber não algumas das vantagens do MBE em realção a outras técnicas, como a menor temperatura de crescimento e menor taxa de crescimento, o que possibilita também um maior controle da espessura do filme depositado.

## Exemplo de dispositivos construídos a partir da técnica MBE
Devido as vantagens da deposição por epitaxia de feixe molecular muitos dispositivos eletrônicos são fabricados utilizando esta técnica, como os listados a seguir:
- Transistores: HEMT, MODFET, SDHT, TEGFET, HFET[7], HBT[8][9], HET MGT[10][11], MESFET[12][13], BIFET[14], TEBT[15] e BICFET[16] .

- Dispositivos de Microondas: IMPATT[17], MIXER[18], GUNN[19] e VARACTOR[20].
- Lasers: DFB, DH, DBDH, GRINSCH, MQW, TJS e SCH.
- LEDs: APD: Avalanche[21], GeSi Waveguide[22] , SEED e Células solares[23][24].
- Circuitos integrados: Analógicos[25][26], digitais[27][28].

Estes são apenas alguns dos dispositivos fabricados com esta técnica, havendo muitos outros devido a versatilidade do processo construtivo através do MBE.